# Сатун
Сатун (тайск. สตูล) — город на юге Таиланда, административный центр одноимённой провинции.

## Географическое положение
Город находится в южной части провинции, на территории полуострова Малакка, вблизи границы с Малайзией, на расстоянии приблизительно 775 километров к югу от столицы страны Бангкока. Абсолютная высота — 17 метров над уровнем моря.

## Население
По данным переписи 2000 года численность населения города составляла 28 109 человек.

## Экономика и транспорт
Основными продуктами городского экспорта являются рис, каучук и кокосовые орехи. Также в окрестностях города ведётся заготовка древесины и добыча олова.
Ближайший аэропорт расположен в городе Хатъяй.